# إريدو
إريدو Eridu (في السومرية: 𒉣𒆠، NUN.KI/eridugki؛ وفي الأكادية: irîtu)، مدينة أثرية عراقية وتقع خرائبها على تلٍّ يدعى اليوم تل أبو شهرين وتبعد نحو سبعة أميالٍ (حوالي 12 كم) إلى الجنوب الغربي من مدينة أور (الناصرية). وتعني الكلمة في اللغة السومرية المكان الضخم، وتقع جنوبيَّ بلاد ما بين النهرين في محافظة ذي قار حالياً، وهي في أقصى الجنوب من تجمع المدن السومرية والتي نمت وتوسعت حول المعابد، وكان تباعد بعضها على مرمى البصر تقريباً. وكانت مؤلفةً من مبانٍ مبنيةٍ من الطوب اللبن فوق بعضها بعضاً. ومع نمو المعابد صُعُداً ونمو القرية إلى الخارج توسع بناء المدينة وامتد. ثمة اعتقاد سائد لدى علماء الآثار أن «إريدو» كانت من أوائل مدن السومريين، وربما أُرجع تاريخ بنائها إلى خمسة آلاف سنةٍ قبل الميلاد. اجرى خبراء علم الآثار مجموعة حفريات في عقد الأربعينات للتنقيب عن المدينة القديمة.
كانت إريدو عند السومريين بمنزلة مركز عبادةٍ للرب «إنكي»، والذي عُرف -فيما بعد- لدى شعب الأكاديين أو البابليين (نسبةً إلى مدينة بابل) باسم «إيا» Ea، وكان يمثل ربَّ الماء. وبحسب الأساطير السومرية فقد كانت مملكة الرب إنكي هي المياه التي تحيط بيابسة الكون، وكان يُعتقد أنه أسس المدينة. كان معبده يسمى E-Abzu حيث كان يعتقد أن Enki يعيش في Abzu، وهي طبقة المياه الجوفية التي يعتقد أن الحياة تنبع منها.
وحسب ما ذكرت الأساطير البابلية فإن الرب مردوخ هو الذي بنى مدينة إريدو. يعتقد بعض المتخصصين في علم الآثار أن «إريدو» كانت في موقع برج بابل الشهير وليست مدينة بابل وذلك للسببين التاليين:
- الزيقورات في إريدو أكبر حجماً بكثيرٍ من الزيقورات في المناطق الأخرى في العراق وتطابق هذه الزيقورات الضخمة وصف برج بابل الذي لم يكتملْ حسب العهد القديم من الكتاب المقدس.
- معنى تسمية «إريدو» باللغة السومرية تعني المكان الضخم.

أدرجت مدينة إريدو على لائحة التراث العالمي لمنظمة اليونسكو مع مدينتي «الوركاء» (أوروك)، و«أور»، و«الأهوار الأربعة» في جنوب العراق كموقع تراث عالمي مختلط (طبيعي - ثقافي) متسلسل يوم 17 تموز/يوليو من العام 2016 في اجتماع «لجنة التراث العالمي» الأربعين في إسطنبول.

## تاريخ التنقيب

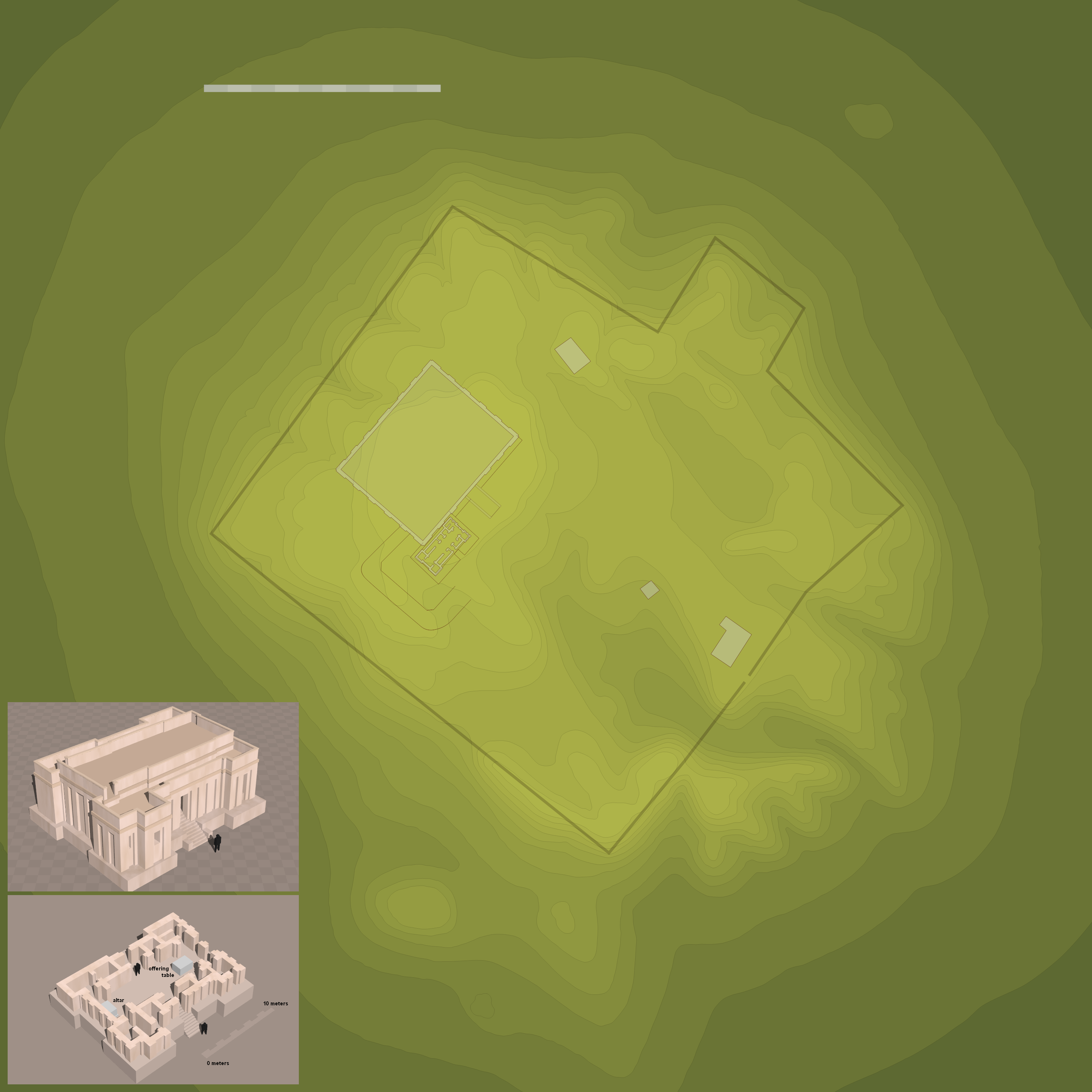
معبد E-abzu المعبد الرئيسي في Eridu.

جرى التنقيب أربعَ مراتٍ في موقع «تل أبو شهرين» بالقرب من البصرة. في البداية -لأول مرةٍ- نُقّبَ فيه من قبل «جون جورج تايلور» في العام 1855، ثم من قبل «ر. كامبل طومسون» في العام 1918، ثم «إتش. آر. هول» في العام 1919. بوشرت أعمال التنقيب مجدداً هناك ما بين العامين 1946 و1949 تحت رئاسة «فؤاد صَفَر» و«سِتون لويد» من قبل «المديرية العامة للآثار والتراث العراقية». أظهرت هذه التحقيقات الأثرية أنه وبحسب «أ. ليو أوبنهايم»: «في النهاية سقط الجنوب بأكمله في حالة ركودٍ تاركاً المبادرة السياسية لحكام المدن الشمالية» ربما نتيجةً لزيادة الملوحة [ملوحة التربة] الناتجة عن الري المستمر، وجرى التخلي عن المدينة في عام 600 ق. م. في عام 2019 تتابعت أعمال التنقيب في «إريدو» بجهودٍ إيطاليةٍ وفرنسيةٍ وعراقيةٍ مشتركةٍ.

## الأسطورة والمرويات
في بعض نسخ قائمة الملوك السومريين -وليس كلها- تعد «إريدو» أول خمس مدنٍ جرى فيها استلام الملكية قبل حدوث فيضانٍ على الأرض. تذكر «قائمة الملوك السومريين» اثنين من ملوك «إريدو»: «علوليم» الذي حكم لمدة 28,800 عامٍ، و«علالنجار» الذي حكم لمدة 36,000 عامٍ. وقد صُوّر «أدابا» Adapa وهو رجل من إريدو كبطلٍ ثقافيٍّ مبكرٍ، فقد كان يعتبر أنه جلب الحضارة إلى المدينة في عهد الملك عليم.
ذكر في الأساطير السومرية أن إريدو مكان معبد «أبزو» للرب «إنكي» النظير السومري للرب الأكادي «إيا» رب المياه العميقة والحكمة والسحر. ومثل جميع الأرباب السومريين والبابليين بدأ إنكي/إيا كربٍّ محليٍّ جاء وفقاً لعلم الكونيات اللاحق ليشارك «آنو» و«إنليل» في حكم الكون. كانت مملكته المياه العذبة التي تقع تحت الأرض (في السومرية: أب = ماء؛ زو = بعيد).
وتصف قصص «إنانا» -ربّة «الوركاء» (أو أوروك)- كيف اضطرت للذهاب إلى إريدو لتلقي هدايا الحضارة. في البداية حاول «إنكي» -ربّ إريدو- استعادة هذه المصادر من قوته، لكنه وافق لاحقاً عن طيب خاطرٍ على أن تصبح «أوروك» الآن مركز الأرض، ويبدو أن هذه إشارة أسطورية لانتقال السلطة نحو الشمال.
تتحدث النصوص البابلية عن تأسيس إريدو من قبل الربِّ «مردوخ» كأول مدينةٍ «المدينة المقدسة، مسكن بهجتهم [أي الآلهة الأخرى]».
في بلاط آشور تنبأ الأطباء المتخصصون المدربون على تقاليد إريدو القديمة -في أقصى الجنوب- بمسار المرض من العلامات والأدلة على جسد المريض وقدموا التعاويذ والموارد السحرية المناسبة كعلاج.

## التاريخ

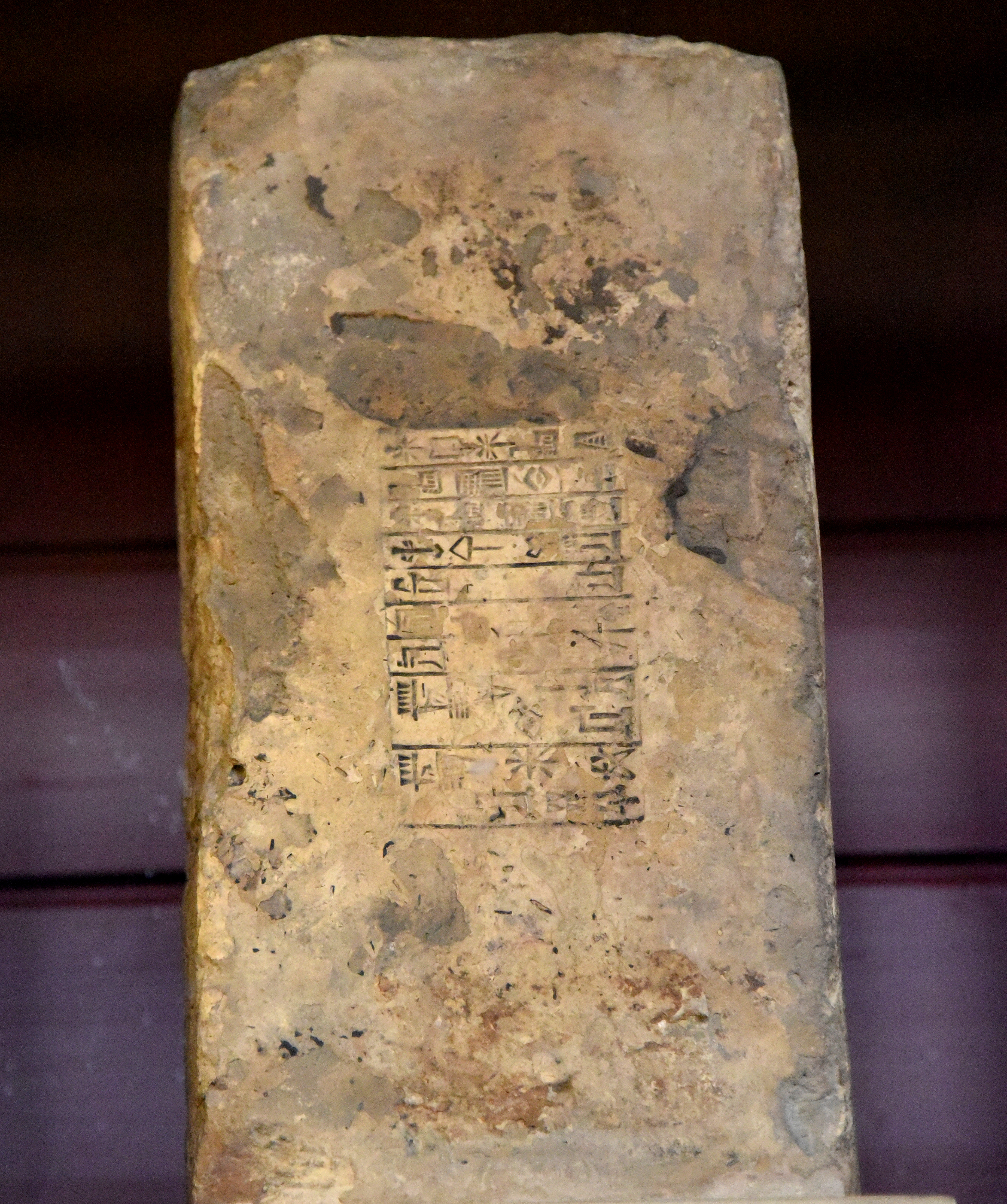
طوب طيني مشوي مختوم باسم "عمار - سين" Amar-Sin (أور الثالث Ur III) من إريدو، والموجود حالياً في المتحف البريطاني.

كانت إريدو واحدةً من أقدم المستوطنات في المنطقة، فقد تأسست في عام 5400 ق. م. بالقرب من الخليج العربي قريبةً من مصب نهر الفرات، وبفعل تراكم الطمي على الساحل على مدى آلاف السنين أصبحت بقايا إريدو الآن على مبعدة مسافةٍ من الخليج في «أبو شهْرَيْن» جنوبي العراق. افترض «بيوتر شتاينكلر» Piotr Steinkeller أن أول إلهٍ في إريدو كان ربّةً ظهرت لاحقاً على أنها Ninhursag ربة الأرض (Nin = سيدة، Hur = جبل، Sag = مقدس)، ومع النمو اللاحق لـ«إنكي» كربٍّ ذُكر نتيجةً لـhieros gamos لأنه كان ربّاً ذكراً أو موظفاً في المعبد.
وفقاً لـ«جويندولين ليك» تشكلت إريدو نتيجة اجتماع ثلاثة أنظمةٍ بيئيةٍ منفصلةٍ تدعم ثلاثة أنماط حياةٍ متمايزةٍ، والتي توصلت إلى توافقٍ حول الوصول إلى المياه العذبة في بيئةٍ صحراويةٍ. يبدو أن أقدم مستوطنةٍ زراعيةٍ قد استندت إلى زراعة الري الكفافي المستمدة من ثقافة سامراء في الشمال، والتي تتميز ببناء القنوات والمباني المبنية من الطوب اللبن. وكانت ثقافات صيادي الأسماك على طول الساحل العربي مسؤولةً عن البيئة الممتدة على طول الخط الساحلي العربي، وربما كانوا السومريين الأصليين، ويبدو أنهم كانوا يرتدون قبعاتٍ من القصب. والثقافة الثالثة التي ساهمت في بناء إريدو كانت الرعاة الرحل الناطقين بالسامية لقطعان الأغنام والماعز الذين يقطنون الخيام في مناطقَ شبه صحراويةٍ. يبدو أن الثقافاتِ الثلاثَ منخرطةٌ في السويّات الأولى من المدينة. تركزتِ المستوطنة الحضرية حول مجمع معبدٍ كبيرٍ مبنيٍّ من الطوب داخل منخفضٍ صغيرٍ سمح بتجمع المياه الجوفية.
ذكرت «كيت فيلدن» أن «أقرب مستوطنةٍ قرويةٍ (حوالي خمسة آلاف سنةٍ قبل الميلاد) قد نمت لتغدوَ مدينةً كبيرةً من الطوب اللبن والقصب بحلول عام 2900 ق. م، وتغطي 8-10 هكتاراتٍ (20-25 فداناً)». يكتب «مالوان» أنه بحلول «حقبة العُبَيْد» Al-U'baid كانت إريدو «مدينةً كبيرةً بشكلٍ غير عاديٍ» تبلغ مساحتها تقريباً 20-25 فداناً، وتعداد سكانها «لا يقل عن أربعة آلاف نسمةٍ». ويعتقد «جاكوبسن» أن «إريدو كانت -لجميع الأغراض العملية- مهجورةً بعد "فترة العبيد"»، وعلى الرغم من أنه جرى استردادها من قبل أوائل الأسرات الثانية حيث كان هنالك قصر ضخم من أوائل الأسرات الثانية (100 متر في كل اتجاهٍ) حُفر جزئياً هناك فقد وصفتها «روث وايتهاوس» بأنها «مدينة سلالاتٍ رئيسيةٍ مبكرةٍ». ومع حلول العام 2050 ق. م. تقريباً تدهورتِ المدينة، وثمة القليل من الأدلة على الاستيطان بعد ذلك التاريخ. هناك ثمانيةَ عشرَ معبداً متراكباً من الطوب اللبن في الموقع تكمن وراء الزقورة غير المكتملة لعمار - سين (سي 2047 - 2039 ق. م). يُظهر العثور على رواسبَ واسعةٍ من عظام السمك -والمرتبطة بالسويّات الأولى أيضاً- استمرار عبادة «آبزو» Abzu المرتبطة لاحقاً بـ«إنكي» Enki، و«إيا» Ea.
جرى التخلي عن إريدو لفتراتٍ طويلةٍ قبلما تُهجر نهائياً ويُسمح لها بالتهاوي إلى الخراب في القرن السادس قبل الميلاد، ووضع زحف الكثبان الرملية المجاورة وارتفاع منسوب المياه المالحة [الجوفية] حدوداً مبكرةً لقاعدتها الزراعية، لذا ففي تطورها اللاحق في العصر البابلي الجديد أعيد بناء إريدو كموقع معبدٍ بحتٍ تكريماً لتاريخه الأول.

## البنيان

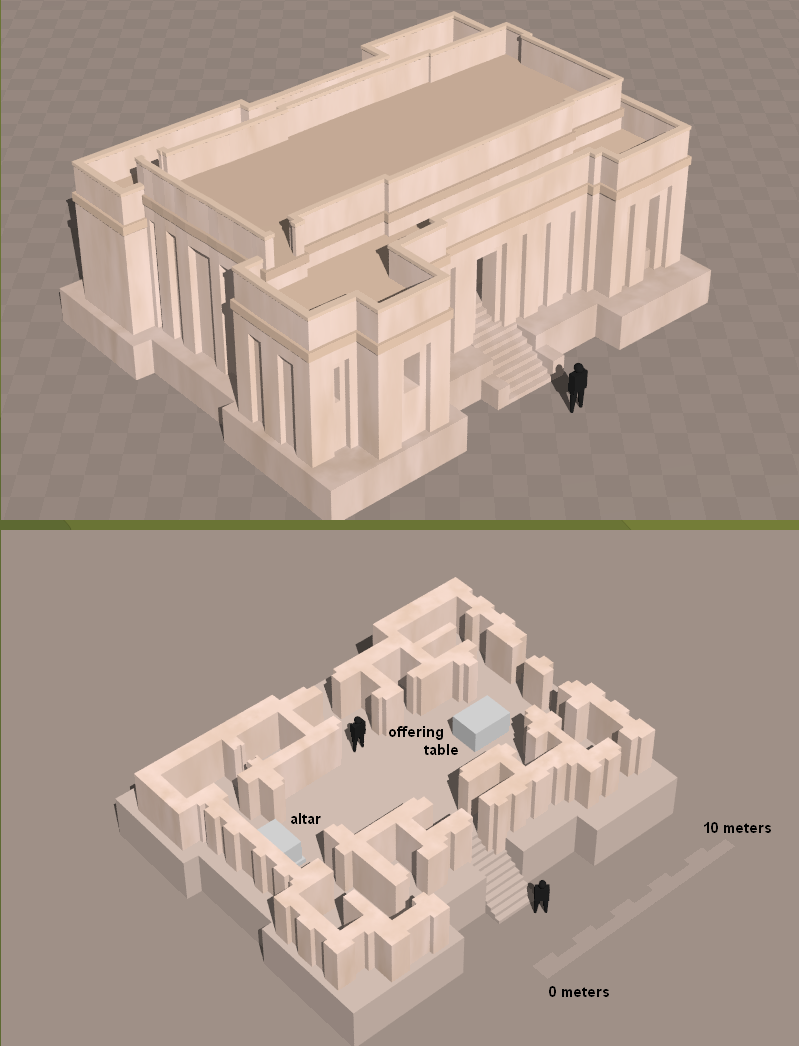
إنشاء المباني الكبيرة، مما يعني ضمناً حكومةً مركزيةً. "معبد إريدو"، فترة العبيد الأخيرة.

كانتِ النواة الحضرية لإريدو هي «معبد إنكي» المسمى «بيت طبقة المياه الجوفية» (بالمسمارية: 𒂍𒍪 𒀊، E2.ZU.AB؛ وفي السومرية: e2-ab؛ وفي الأكادية: bītu apsû)، والتي كانت تسمى في التاريخ اللاحق «بيت المياه» (بالمسمارية: 𒂍𒇉، E2.LAGAB × HAL؛ وفي السومرية: e2-engur؛ وفي الأكادية: bītu engurru). يشير الاسم إلى «مملكة إنكي». وكان لقرينته «نينهورساج» معبد قريب في «حقبة العبيد».
خلال فترة «أور الثالثة» Ur III كان لأور نامو زقورة مبنية على بقايا المعابد السابقة.
بصرف النظر عن «إنمركار من أوروك» Enmerkar of Uruk (كما هو مذكور في ملاحم «آراتا» Aratta) ورد ذكر العديد من الملوك السومريين في وقتٍ لاحقٍ في النقوش التي عثر عليها هنا للعمل في معبد e-ab أو تجديده، بما فيهم «إليلي من أور» Elili of Ur؛ «أور نامو»؛ و«شولجي»؛ و«عمار - سين» من أور الثالث؛ و«نور آداد من لارسا».

### بيت طبقة المياه الجوفية (أبزو إي)
| Level السوية | التاريخ (ق. م.) | الحقبة         | الأبعاد (متر) | ملاحظات                 |
| ------------ | --------------- | -------------- | ------------- | ----------------------- |
| XVIII        | 5300            | -              | 3 × 0.3       | جدران نائمة             |
| XVII         | 5300 – 5000     | -              | 2.8 × 2.8     | الخلية الأولى           |
| XVI          | 5300–4500       | العُبَيْد المبكرة | 3.5 × 3.5     |                         |
| XV           | 5000–4500       | العُبَيْد المبكرة | 7.3 × 8.4     |                         |
| XIV          | 5000–4500       | العُبَيْد المبكرة | -             | لم يتم العثور على عمارة |
| XIII         | 5000–4500       | العُبَيْد المبكرة | -             | لم يتم العثور على عمارة |
| XII          | 5000–4500       | العُبَيْد المبكرة | -             | لم يتم العثور على عمارة |
| XI           | 4500–4000       | العُبَيْد         | 4.5 × 12.6    | أول منصة First platform |
| X            | 4500–4000       | العُبَيْد         | 5 × 13        |                         |
| IX           | 4500–4000       | العُبَيْد         | 4 × 10        |                         |
| VIII         | 4500–4000       | العُبَيْد         | 18 × 11       |                         |
| VII          | 4000–3800       | العُبَيْد         | 17 × 12       |                         |
| VI           | 4000–3800       | العُبَيْد         | 22 × 9        |                         |
| V            | 3800–3500       | أوروك المبكرة  | -             | بقيت المنصة فقط.        |
| IV           | 3800–3500       | أوروك المبكرة  | -             | بقيت المنصة فقط.        |
| III          | 3800–3500       | أوروك المبكرة  | -             | بقيت المنصة فقط.        |
| II           | 3500–3200       | أوروك المبكرة  | -             | بقيت المنصة فقط.        |
| I            | 3200            | أوروك المبكرة  | -             | بقيت المنصة فقط.        |

## أعلام
- علوليم

## الهوامش
1. ↑  بحسب خرائط غوغل فإن المسافة من "إريدو" إلى جزيرة بوبيان (بجوار ساحل الخليج العربي الحالي) في الكويت تبلغ 241 كم في عام 2021.